# Kältemittel
Kältemittel transportieren Enthalpie (Wärmeenergie) von dem Kühlgut zur Umgebung. Der Unterschied zum Kühlmittel ist, dass ein Kältemittel in einem Kältekreis dies entgegen einem Temperaturgradienten tun kann, so dass unter Aufwendung von zugeführter Energie (meist Volumenänderungsarbeit in Form von Kompression) die Umgebungstemperatur sogar höher sein darf als die Temperatur des zu kühlenden Gegenstandes. Dagegen ist ein Kühlmittel lediglich in der Lage, in einem Kühlkreis die Enthalpie entlang des Temperaturgradienten zu einer Stelle niedrigerer Temperatur zu transportieren.
Nach DIN EN 378-1 Abs. 3.7.1 ist das Kältemittel definiert als „Fluid, das zur Wärmeübertragung in einer Kälteanlage eingesetzt wird, und das bei niedriger Temperatur und niedrigem Druck Wärme aufnimmt und bei höherer Temperatur und höherem Druck Wärme abgibt, wobei üblicherweise Zustandsänderungen des Fluids erfolgen.“ bzw. nach DIN 8960 Abs. 3.1 als „Arbeitsmedium, das in einem Kältemaschinenprozess bei niedriger Temperatur und niedrigem Druck Wärme aufnimmt und bei höherer Temperatur und höherem Druck Wärme abgibt.“ Die Definitionen nach DIN beziehen sich auf Kompressions-Kältemaschinen. Als Zustandsänderung im Sinne der Norm ist eine Änderung des Aggregatzustandes gemeint (siehe Kältemaschine).
Kältemittel werden in geschlossenen oder offenen Kälteanlagen als Arbeitsmedium eingesetzt. Während bei Kältemitteln im engeren Sinne die Verdampfungsenthalpie durch Verdampfung bei niedrigem Druck und niedriger Temperatur aufgenommen wird, geschieht dies in einer Kältemischung chemisch durch eine Mischungs- oder Lösungsreaktion.
Ammoniak, Kohlenstoffdioxid und Wasser, aber auch Kohlenwasserstoffe und Luft werden, im Gegensatz zu halogenierten Kohlenwasserstoffen, auch als natürliche Kältemittel bezeichnet. Halogenkohlenwasserstoffe sind Substanzen, die auch in der Natur vorkommen. Sie werden sowohl von Mikroorganismen und Pflanzen als auch infolge vulkanischer Aktivität in nicht unerheblichen Mengen freigesetzt. Natürliche Kältemittel tragen nicht zum Abbau der Ozonschicht bei und haben nur einen vergleichsweise geringen direkten Einfluss auf den Treibhauseffekt.

## Nomenklatur

### Historische Entwicklung der Nomenklatur
Die Entwicklung zur Nomenklatur von Kältemitteln wird dokumentiert in dem Band 3 der Buchserie Advances in Fluorine Chemistry. Sie wurde erstmals von  Henne,  Midgley und  McNary vorgeschlagen. Der genaue Zeitpunkt der Einführung der Nomenklatur dieser drei Wissenschaftler, die alle Mitarbeiter der Firma DuPont gewesen sind, wird dabei nicht erwähnt. Ursächlich für deren Einführung war der Wunsch, ihre Studien mit Halogenkohlenwasserstoffen zu vereinfachen. Die Nomenklatur wurde auch durch DuPont selbst genutzt, was letztlich auch zu den bekannten Markennamen mit gleicher Nummerierung für die Kältetechnikindustrie führte. Heutige Markennamen stehen in ihrer Nummerierung nur noch selten in Bezug zu dieser Nomenklatur. Die ersten zwei Jahrzehnte nach der Einführung synthetischer Kältemittel hatte DuPont quasi ein Monopol für synthetische Kältemittel inne. Die Fluorchemie wuchs zu dieser Zeit rasant, einmal durch die Herstellung von Kältemitteln, Lösungsmitteln und Treibmitteln, aber auch durch die kurz nach den Kältemitteln entdeckten Fluorpolymere, insbesondere PTFE, welches eine zentrale Rolle als Dichtungsmaterial in der Uran-Anreicherung im Manhattan-Projekt spielen sollte. Während dieser Zeit wurde die Identifizierung der Verbindungen mit der entsprechenden Codenummer in der Kältetechnikindustrie fest verankert. Infolgedessen sahen es die späteren Hersteller dieser etablierten Produkte als vorteilhaft an, das Nummernsystem des Marktführers DuPont mit dessen Zustimmung in ihre eigenen individuellen Markensysteme zu integrieren. Verbrauchergruppen erkannten natürlich schnell den Vorteil dieser Vereinheitlichung, und durch die Vermittlung von ASHRAE erklärte man sich allgemein bereit, das Nummernsystem ab Juni 1957 zu übernehmen. Bis 1958 firmierte ASHRAE dabei noch als ASRE. Diese Entscheidung wurde später von der ASA, heute ANSI, unter dem Titel ASA/ASRE B79.1 - Numerische Bezeichnung von Kältemitteln im September 1960 genehmigt. Mittlerweile hatten Hersteller weltweit diesen Standard akzeptiert. Im Oktober 1960 empfahl ein Komitee der ISO die Annahme desjenigen Teils der Nomenklatur, der für Halogenkohlenwasserstoffe und Kohlenwasserstoffe gilt. Die Ausgabe der Norm B79.1 wurde dann 1978 von ASHRAE in die Norm 34 umnummeriert. Die erste offizielle ISO-Norm in Form der ISO 817 wurde 1974 veröffentlicht. Die erste deutsche Norm DIN 8960 wurde 1977 eingeführt, zuletzt 1998 aktualisiert und gilt als veraltet.

### Benennung
Die allgemeine Benennung der Kältemittel (DIN 8960 Abs. 6) erfolgt durch den Buchstaben R und nachfolgend drei (Sonderfälle: zwei oder vier) Ziffern z, also in der Form R-zzz, unter Umständen auch mit angehängten Buchstaben b in der Form eines Kurzzeichens R-zzzbb.
Das „R“ steht für Refrigerant, englisch für Kältemittel.
Die Ziffernfolge „zzz“ lässt Rückschlüsse auf die Summenformel zu. Die dritte Ziffer von links ergibt die Gruppenzuordnung.
Die Buchstabenfolge „bb“ bezeichnet Variationen in der Strukturformel.
Ein weiterer (kürzerer) Algorithmus, der Aufschluss auf die chemische Zusammensetzung gibt, ist im Artikel Halogenkohlenwasserstoffe wiedergegeben.

#### Benennung organischer Kältemittel
Die Benennung der organischen Kältemittel mit der Summenformel CcHhFfClx erfolgt nach dem Schema (DIN 8960 Abs. 6.1)
R-{\displaystyle \mathrm {\underbrace {\scriptstyle {erste\ Ziffer}} _{c-1}\;\underbrace {\scriptstyle {zweite\ Ziffer}} _{h+1}\;\underbrace {\scriptstyle {dritte\ Ziffer}} _{f}} }
Die erste Ziffer ist um 1 kleiner als die Anzahl c der Kohlenstoffatome,
die zweite Ziffer ist um 1 größer als die Anzahl h der Wasserstoffatome und
die dritte Ziffer ist gleich der Anzahl f  der Fluoratome je Molekül;
die Anzahl der Chloratome x = 2c + 2 − h − f  ist gleich der Anzahl der restlichen Bindungen.
Ein Molekül des Kältemittels R-123 zum Beispiel besteht daher aus
c = 1 + 1 = 2 Kohlenstoffatomen,
h = 2 – 1 = 1 Wasserstoffatomen und
f  = 3 Fluoratomen
x = 2c + 2 − h − f = 2 · 2 + 2 − 1 − 3 = 2 Chloratome;
die restlichen zwei Bindungen werden durch zwei Chloratome aufgefüllt. Die Summenformel ist demnach C2HF3Cl2, es handelt sich also um Dichlortrifluorethan.
Sonderfälle
Falls die Anzahl c der Kohlenstoffatome 1 ist, ist c – 1 = 0. Die erste Ziffer wird in diesem Fall nicht ausgeschrieben, und nach dem Buchstaben R folgen unmittelbar die zweite und die dritte Ziffer. Das Kältemittel R-22 (eigentlich R-022) zum Beispiel besteht daher aus
c = 0 + 1 = 1 Kohlenstoffatomen,
h = 2 – 1 = 1 Wasserstoffatomen und
f  = 2 Fluoratomen;
die eine restliche Bindung wird durch ein Chloratom aufgefüllt. Die Summenformel ist also CHF2Cl, es handelt sich also um Chlordifluormethan.
Falls die Verbindung Brom enthält, wird der Benennung der Großbuchstabe B angefügt, gefolgt von der Anzahl der Bromatome. Das Kältemittel R-13B1 zum Beispiel besteht aus
c = 0 + 1 = 1 Kohlenstoffatomen,
h = 1 – 1 = 0 Wasserstoffatomen und
f  = 3 Fluoratomen;
die eine restliche Bindung wird durch ein Bromatom aufgefüllt (Die Anzahl eventuell vorhandener Chloratome wird um die Anzahl der Bromatome verringert). Die Summenformel ist demnach CF3Br, es handelt sich also um Bromtrifluormethan.
Falls es sich um eine ungesättigte organische Verbindung handelt, wird vor die erste Ziffer noch eine 1 eingefügt. Das Kältemittel R-1150 zum Beispiel besteht daher aus
c = 1 + 1 = 2 Kohlenstoffatomen,
h = 5 – 1 = 4 Wasserstoffatomen und
f  = 0 Fluoratomen;
die eine restliche Bindung ist Teil der Doppelbindung. Die Summenformel ist also C2H4, es handelt sich also um Ethen.
Falls es sich um zyklische Kohlenwasserstoffe handelt, wird vor der Kennzahl noch ein C eingefügt. So wird zum Beispiel Cyclooctafluorbutan, Summenformel C4F8, als R-C318 bezeichnet.
Da lediglich die Ziffern 0 bis 9 zur Verfügung stehen, funktioniert dieses Schema nur bis zu Kohlenwasserstoffen mit maximal 8 Wasserstoffatomen je Molekül.
Für Butan, Summenformel C4H10, mit seinen 10 Wasserstoffatomen ist daher ein anderes Schema erforderlich. Solche Verbindungen werden in der Gruppe R-6xx aufgeführt (DIN 8960 Abs. 6.3.1). Die Nummerierung is dabei willkürlich.
Angehängte Kleinbuchstaben werden bei den Verbindungen mit zwei oder mehr Kohlenstoffatomen verwendet, um Isomere zu unterscheiden (DIN 8960 Abs. 3.5 und 6.1).
Je alphabetisch höher der oder die angehängten Buchstaben, desto größer die Asymmetrie des Isomers. Bei Verbindungen mit zwei Kohlenstoffatomen bekommt das symmetrischste Isomer dabei keinen angehängten Buchstaben; so ist zum Beispiel
R-134 1,1,2,2-Tetrafluorethan,
R-134a dagegen 1,1,1,2-Tetrafluorethan.
Bei Verbindungen mit drei Kohlenstoffatomen (Propan-Derivate) werden zwei Kleinbuchstaben zur Bezeichnung des Isomers benötigt. Der erste Buchstabe bezieht sich dann auf das zentrale Kohlenstoffatom und wird in der Reihenfolge absteigender Masse der Substituenten (H, F und Cl) vergeben:
| a      | b      | c     | d      | e     | f     |
| ------ | ------ | ----- | ------ | ----- | ----- |
| -CCl2- | -CFCl- | -CF2- | -CHCl- | -CHF- | -CH2- |

Der zweite Buchstabe bezeichnet auch hier die Asymmetrie des Isomers, d. h. wird nach steigender Massendifferenz zwischen den Substituenten an den terminalen Kohlenstoffatomen vergeben; das symmetrischste Isomer erhält den Buchstaben a (im Gegensatz zur Bezeichnungsweise bei den Ethan-Derivaten, bei denen das symmetrischste Isomer keinen Buchstaben erhält).
Im speziellen Fall der Hydrofluorolefine werden ebenfalls zwei Kleinbuchstaben angehängt, jedoch bezeichnet der erste der beiden hier den Substituenten am zentralen Kohlenstoffatom gemäß der Regel: x = Cl, y = F und z = H. Der zweite Kleinbuchstabe beschreibt die Substitution am endständigen Methylen-Kohlenstoffatom gemäß der obenstehenden Tabelle.
Zeotrope Gemische von Kohlenwasserstoffen werden unter R-4xx, azeotrope Gemische von Kohlenwasserstoffen unter R-5xx zusammengefasst (DIN 8960 Abs. 6.2). Kältemischungen werden einfach durchnummeriert, d. h. ein Rückschluss auf die Zusammensetzung ist nicht möglich. Angehängte Großbuchstaben werden hier verwendet, um unterschiedliche Mischungsverhältnisse zu kennzeichnen.

#### Benennung anorganischer Kältemittel
Die Benennung der Anorganischen Verbindungen erfolgt nach dem Schema (DIN 8960 Abs. 6.3.2)
R-7zz
Die erste Ziffer, 7, bezeichnet die Gruppe der Anorganischen Verbindungen; die beiden folgenden Ziffern geben die (ganzzahlig gerundete) Molmasse an. Das Kältemittel R-717, NH3, hat zum Beispiel eine Molmasse von 17 g.
Angehängte Buchstaben werden verwendet, um Stoffe ähnlicher Molmasse zu unterscheiden. So ist zum Beispiel Kohlenstoffdioxid R-744; für das neue Kältemittel Distickstoffmonoxid (Stickoxydul) ist die Bezeichnung R-744A in der Diskussion.

## Historische Entwicklung
Als erstes „professionelles“ Kältemittel wurde zunächst Diethylether (R-610) eingesetzt, dann auch Ammoniak (R-717). Ammoniak wird seit über 130 Jahren in Industriekälteanlagen verwendet und gilt als umweltfreundlich, wirtschaftlich und energieeffizient.
Ein Nachteil dieser Kältemittel ist jedoch die physiologische Gefährlichkeit (Lungenschäden; bei Diethylether auch Narkosewirkung). Ammoniak besitzt jedoch einen starken charakteristischen Geruch und ist bereits ab einer Konzentration von 3 mg/m³ in der Luft wahrnehmbar. Die Warnwirkung tritt deshalb lange vor einer gesundheitsschädlichen Konzentration (> 1750 mg/m³) ein. Diethylether ist sehr leicht entflammbar und bildet mit Luft ein explosives Gemisch.
Demgegenüber hatten die in den 1930er Jahren auf den Markt gebrachten synthetischen Kältemittel auf Basis von Halogenkohlenwasserstoffen den Vorteil, dass sie keine direkte Giftigkeit oder Brennbarkeit aufweisen, weswegen sie auch als Sicherheitskältemittel bezeichnet werden. Durch die Variation der chemischen Zusammensetzung konnte ein breites Spektrum an Eigenschaften dieser Stoffe verändert werden, wodurch Kältemittel für nahezu alle relevanten Temperaturbereiche entwickelt werden konnten. Gängige kommerzielle Bezeichnungen für diese Halogenkohlenwasserstoffe sind die Begriffe Freon (Fa. DuPont) bzw. Frigen (Fa. Hoechst), gefolgt von den Kürzeln für die jeweiligen chemischen Zusammensetzungen. So stehen z. B. die Bezeichnungen Freon 502 und Frigen 502 für das gleiche Kältemittel, für welches heute firmenneutral das Kurzzeichen R-502 (R für Refrigerant) verwendet wird.
Ebenfalls über eine lange Tradition in der Kältetechnik verfügen die Kältemittel Kohlenstoffdioxid (R-744), Ammoniak (R-717) und Kohlenwasserstoffe wie Propan (R-290).
Die in den 1980er Jahren nachgewiesene Gefahr der vor allem mit Chlor und Brom halogenierten Kohlenwasserstoffe (FCKW und Halone) ist jedoch, dass sie im Wesentlichen für den Ozonabbau verantwortlich sind und den Treibhauseffekt verstärken. Ihr Einsatz in Neugeräten wurde daher auf Grundlage der FCKW-Halon-Verbots-Verordnung verboten.
Die chlorierten Kohlenwasserstoffe (FCKW, HFCKW) wurden in den 1990er Jahren durch eine Vielzahl von fluorierten Kohlenwasserstoffen (FKW, HFKW) ersetzt. Diese lediglich mit Fluor halogenierten Kohlenwasserstoffe besitzen kein Ozonabbaupotential, dafür aber ein zum Teil erhebliches Treibhauspotential. So trägt das häufig verwendete HFKW R-404A rund 3.900-mal stärker zum Treibhauseffekt bei als Kohlenstoffdioxid.
Nichthalogenierte brennbare Kohlenwasserstoffe wie Butan (R-600/R-600a) oder Propan (R-290) werden bislang aufgrund der Brennbarkeit überwiegend in Geräteklassen mit geringem Füllmengenbedarf eingesetzt. In Kühl- und Gefrierschränken mit typischen Kältemittel-Füllmengen von 50 bis 150 g werden in Europa fast ausschließlich nichthalogenierte Kohlenwasserstoffe eingesetzt. Geräteklassen aus dem Bereich der Klima-, Kälte- und Wärmepumpentechnik mit größerem Leistungsbereich besitzen einen höheren Füllmengenbedarf und werden wegen der dafür erforderlichen Explosionsschutzmaßnahmen seltener mit diesen Kältemitteln befüllt. In den letzten zehn Jahren wurden jedoch asymmetrische Plattenwärmeübertrager, Microchannelwärmeübertrager und Rundrohr-Lamellen-Wärmeübertrager mit kleiner Nennweite eingeführt, die den Füllmengenbedarf auch für Anlagen mit größerer Leistung deutlich reduzieren.
Zunehmend wird auch das nichtbrennbare und kaum umweltgefährdende Kohlenstoffdioxid (R-744) eingesetzt. Es trägt nicht zum Ozonabbau bei und besitzt ein vielfach geringeres Treibhaus-Potential als herkömmliche Kältemittel, wie etwa Fluorkohlenwasserstoffe. Als Arbeitsmedium in Fahrzeug-Klimaanlagen, Wärmepumpen, Getränkeautomaten als auch in der Supermarkt- und Transportkühlung findet das Kältemittel CO2 bereits Anwendung. Aufgrund der im Vergleich zu den Kohlenwasserstoffverbindungen hohen Systemdrücke sowie der niedrigen kritischen Temperatur sind umfassende Neuentwicklungen der kältetechnischen Komponenten und der Systemtechnik erforderlich gewesen, die jedoch in vielen Anwendungsbereichen bereits abgeschlossen sind.
Wie für alle Kälte-, Klima- und Wärmepumpanwendungen ist der sinnvolle Einsatz von CO2 ausgerichtet an Gesichtspunkten wie einer hohen Anlageneffizienz. So sind zum Beispiel Wärmepumpen mit R-744 nur dann aus energetischer Sicht sinnvoll, wenn die genutzte Temperaturdifferenz zwischen Vor- und Rücklauf mindestens 50 K (Kelvin) beträgt. Diese hohe Temperaturspreizung ist jedoch nur selten anwendbar, da die Warmwasserbereitung mit Wärmepumpen in Deutschland meist mit Speichern betrieben wird, um eine wirtschaftlich sinnvollere Wärmepumpenheizungsanlage mit möglichst geringer Heizleistung nutzen zu können.
In der Kältetechnik hat Kohlenstoffdioxid eine lange Tradition. Bereits vor mehr als hundert Jahren wurde es verwendet, bevor es durch die synthetischen Kältemittel weitgehend verdrängt wurde. Dank seiner Umweltverträglichkeit und des wesentlich geringeren Kältemittelpreises wird es heute wieder verstärkt eingesetzt. Als Kältemittel wurde Kohlenstoffdioxid zuerst von Alexander Twinning in seinem Britischen Patent von 1850 vorgeschlagen. Die erste CO2-Kompressionskältemaschine in Europa wurde 1881 von Carl von Linde konstruiert, von MAN hergestellt und 1882 bei der Friedrich Krupp AG in Essen in Betrieb genommen.
Nach dem Verbot der FCKW und HFCKW sind mittlerweile auch die als Ersatzkältemittel genutzten Stoffe wie FKW und HFKW in die Kritik geraten. Auf Grund ihrer klimaschädigenden Wirkung sehen sie sich einer Verbotsdiskussion ausgesetzt. So wurden FKW und HFKW 1997 als Treibhausgase in das Kyoto-Protokoll aufgenommen. 2006 hat die EU die F-Gase-Verordnung verabschiedet, die Vorgaben hinsichtlich der Verwendung von FKW und HFKW macht und auf eine Verminderung ihrer Emissionen abzielt. Die klimaneutralen Kältemittel sind von den Regelungen nicht betroffen.
2018 wurde erstmals einem Klima-Splitgerät der Blaue Engel verliehen, da es mit R-290 recht umweltschonend und zugleich energieeffizient und leise arbeitet.

## Eigenschaften
Kältemittel sollten idealerweise folgende Eigenschaften besitzen:
- große spezifische Verdampfungsenthalpie
- hohe volumetrische Kälteleistung
- hohe Wärmeleitfähigkeit
- Siedepunkt unterhalb der Zieltemperatur
- hohe kritische Temperatur
- kein Temperaturglide
- niedrige Viskosität
- nicht brennbar oder explosiv
- kein Ozonabbaupotential
- kein Treibhauseffekt
- nicht giftig
- bei Austritt durch Geruch wahrnehmbar
- nicht korrosiv
- kompatibel mit dem Schmiermittel (meist geht es hierbei um die Löslichkeit)
- hohe Reinheit sowohl in Einstoff- wie auch in Mehrstoffkältemitteln

## Sicherheitsgruppen, L-Gruppen, Aufstellungsbereiche
Die Kältemittel sind entsprechend Brennbarkeit und Giftigkeit eingeordnet in die Sicherheitsgruppen A1, A2, A3, B1, B2, B3. Die Buchstaben stehen dabei für
| A | geringere Giftigkeit | MAK oberhalb von 400 ppm  |
| B | größere Giftigkeit   | MAK unterhalb von 400 ppm |
die Zahlen für
| 1  | keine Flammenausbreitung                                                       |
| 2  | geringere Brennbarkeit                                                         |
| 2L | geringe Brennbarkeit bei geringer Flammausbreitungsgeschwindigkeit (< 10 cm/s) |
| 3  | größere Brennbarkeit                                                           |
Zur einfacheren Handhabung werden die Sicherheitsgruppen A1, B1, A2 ... usw. in den sogenannten L-Gruppen L1, L2, L3 (EN 378-1 Abs. 5.4.2) zusammengefasst:
L1 beinhaltet A1
L2 beinhaltet B1, A2, B2
L3 beinhaltet A3, B3
Des Weiteren lassen sich bei Kälteanlagen nach der Art der Aufstellung drei Aufstellungsbereiche A, B, C unterscheiden (EN 378-1 Anh. C):
| A | alle kältemittelführenden Teile in Personen-Aufenthaltsbereich  |
| B | Hochdruckseite der Kälteanlage in Maschinenraum oder im Freien  |
| C | alle kältemittelführenden Teile in Maschinenraum oder im Freien |
Abhängig von der L-Gruppe und dem Aufstellungsbereich gelten Anforderungen an die zulässigen Kältemittelfüllmengen.

## Übersicht Kältemittel
Im Allgemeinen unterscheidet man zwischen natürlichen und synthetischen Kältemitteln. Unter natürlichen Kältemitteln versteht man Stoffe, die in der Natur vorkommen, wie z. B. Kohlenwasserstoffe, Kohlenstoffdioxid, Ammoniak, Wasser und Luft. Synthetische Kältemittel werden künstlich erzeugt. Zu diesen Stoffen zählen Fluorchlorkohlenwasserstoffe (FCKW), teilhalogenierte Fluorchlorkohlenwasserstoffe (H-FCKW) sowie Fluorkohlenwasserstoffe, teilhalogenierte Fluorkohlenwasserstoffe (FKW und H-FKW) und Hydrofluorolefine (HFO).

### Natürliche Kältemittel

#### Ammoniak (R-717)
| Summenformel                               | NH3                     |
| Spezifische Verdampfungsenthalpie (−10 °C) | 1300 kJ/kg              |
| Volumetrische Kälteleistung (−10 °C)       | 3100 kJ/m³              |
| Siededruck (−10 °C)                        | 2,91 bar                |
| Siededruck (+20 °C)                        | 8,57 bar                |
| Siedetemperatur (1 bar)                    | −33 °C                  |
| Kritischer Punkt                           | +132,36 °C / 113,61 bar |

Ammoniak ist ein klassisches klimaneutrales Kältemittel, das vorwiegend in Großanlagen wie Tiefkühlhäusern, Schlachthäusern, Brauereien, zentraler Kälteerzeugung in der Chemie und in Eislaufbahnen zum Einsatz kommt. Es werden auch kompakte Kaltwasserkälteanlagen angeboten, die eine relativ geringe Kältemittelmenge aufweisen, um das Gefahrenpotential zu reduzieren. Allerdings konnten kompakte Ammoniakkälteanlagen nur in geringem Umfang Einsatzbereiche der Kohlenwasserstoff-Kältemittel ersetzen.
Ammoniak besitzt eine sehr große spezifische Verdampfungsenthalpie und damit eine hohe volumetrische Kälteleistung, die zu einer relativ großen Kompaktheit von Anlagen führt. Es bietet darüber hinaus die Vorteile einer äußerst geringen Entflammbarkeit und trägt nicht zum Treibhauseffekt oder Ozonabbau bei (Halbwertszeit in der Atmosphäre ca. 14 Tage). Ein Nachteil ist seine Giftigkeit; Schäden entstehen vor allem durch Verätzung der Lungen und der Augen, da Ammoniak mit Wasser eine basisch reagierende Lösung bildet: {\displaystyle {\ce {NH3 + H2O -> NH4+ + OH-}}}. Der stechende Geruch ist allerdings bereits in sehr geringen Konzentrationen (5 ppm) wahrnehmbar, weit unterhalb der maximalen Arbeitsplatzkonzentration (MAK-Wert, 50 ppm – neue Bezeichnung TRGS 900 AGW (Technische Regeln für Gefahrstoffe ArbeitsplatzGrenzWert) neue Werte 20 (40) ppm 20 ppm innerhalb 8 Stunden Arbeitszeit bzw. innerhalb 8 Stunden Arbeitszeit 4 mal 15 Minuten mit 40 ppm). Aufgrund dieser ausgezeichneten Warnwirkung wird Ammoniak trotz seiner physiologischen Gefährlichkeit der Sicherheitsgruppe B2 (größere Giftigkeit, geringere Brennbarkeit lt. EN 378-1:2008-06 Anhang Tabelle E.1) und damit der L-Gruppe L2b zugeordnet. Ammoniak-Anlagen sind üblicherweise in der Nenndruckstufe PN 25 ausgeführt (EN 378-2 Abs. 5.1).
Der Installationsaufwand für Ammoniakkälteanlagen ist größer, da im Gegensatz zu Anlagen mit Kohlenwasserstoffen keine Buntmetalle (etwa Kupferrohre, Messing-Fittinge) eingesetzt werden können.

#### Kohlenstoffdioxid (R-744)
| Summenformel                                             | CO2                            |
| Spezifische Verdampfungsenthalpie (−10 °C)               | 260 kJ/kg                      |
| Volumetrische Kälteleistung (−10 °C)                     | 18400 kJ/m³                    |
| Siededruck (−10 °C)                                      | 26,49 bar                      |
| Siededruck (+20 °C)                                      | 57,29 bar                      |
| Sublimationstemperatur (1 bar) Siedetemperatur (5,2 bar) | −78,4 °C −56,5 °C (Tripelpkt.) |
| Kritischer Punkt                                         | +30,98 °C / 73,77 bar          |

Kohlenstoffdioxid besitzt ähnlich wie Ammoniak eine sehr große volumetrische Kälteleistung, was analog zu kompakteren und weniger Material benötigenden Kältekreisen führt. Auch Kohlenstoffdioxid hat den Vorteil, nicht entflammbar zu sein, und trägt nicht zum Ozonabbau bei. Seine Treibhauswirkung ist, durch die im Vergleich marginalen Mengen (die durch die Verwendung als Kältemittel sogar vorläufig nicht in die Atmosphäre freigesetzt werden) vernachlässigbar. Im Vergleich zu Ammoniak ist Kohlenstoffdioxid wenig giftig und geruchlos; es ist allerdings schwerer als Luft und kann bereits in Konzentrationen von etwa 8 % durch Behinderung der Atmung tödlich wirken.
Kohlenstoffdioxid zählt zur Sicherheitsgruppe A1 (geringere Giftigkeit, keine Flammenausbreitung) und damit zur L-Gruppe L1.
Einen Nachteil stellen die relativ hohen Betriebsdrücke dar. Üblicherweise unterscheidet man unterkritische (subkritische) CO2-Kälteanlagen, überkritische (superkritische) oder transkritische (sowohl sub- als auch superkritische Zustände treten auf) Anlagen.
Subkritische Kohlenstoffdioxid-Anlagen sind daher üblicherweise in Nenndruckstufe PN 40 oder PN 64 ausgeführt (EN 378-2 Abs. 5.1). Beim Abschalten der Anlage und Erwärmung auf die Umgebungstemperatur treten allerdings wesentlich höhere Drücke auf, so dass das Kältemittel entweder in einen Hochdruckbehälter überführt werden muss oder eine Notkühlung zu installieren ist.
Komponenten für diese Anlagen sind mittlerweile verfügbar und Kohlenstoffdioxid wird in gewerblichen Anlagen zunehmend angewandt. Es wird teilweise in zweistufigen Kälteanlagen für den Primärkreis (tiefste Verdampfungstemperatur) verwendet, wobei für den Sekundärkreis (höhere Verdampfungstemperatur) Ammoniak als Kältemittel verwendet wird. Ein wesentlicher Vorteil von Kohlenstoffdioxid besteht darin, dass im Gegensatz zu Ammoniak bei Leckagen an den Direktverdampfern die zu kühlenden Produkte nicht kontaminiert werden. Dies ist z. B. bei der Kühlung von Lebensmitteln und Pharmaprodukten ein entscheidender Vorteil. Zweistufige Kälteanlagen, bei denen beide Druckstufen mit dem Kältemittel Kohlenstoffdioxid betrieben werden mit überkritischer Verflüssigung, werden mittlerweile auch im technischen Maßstab eingesetzt. Die Versuche zur Anwendung von Kohlenstoffdioxid in Autoklimaanlagen sind wegen relativ hoher Kosten und dem Umschwenken des VDA weg von R-744 hin zu R-1234yf fast aufgegeben worden. Nur in wenigen hochpreisigen Modellen findet man heutzutage mobile Klimaanlagen auf Basis von R-744. In der Masse ist auf die Einführung jedoch verzichtet worden mit der Begründung, eine globale Standardisierung schaffen zu wollen. Ein weiterer Grund, auf die Umstellung zu verzichten, ist sicher die Wirtschaftlichkeit gewesen. Es wären vollständige Neuentwicklungen für Kältekreise in mobilen Klimaanlagen notwendig gewesen, da aufgrund der Drucklage von R-744 nicht auf bestehende Baugruppen von bisherigen Klimaanlagen auf R-134a-Basis zurückgegriffen werden konnte. Dieses Verhalten lässt sich letztlich auch bei Autoherstellern wiederfinden. Die Ausnahmegenehmigung der EU-Kommission, mobile Klimaanlagen auch mit Kältemitteln mit höherem Treibhauspotential auf den Markt zu bringen, drohte auszulaufen – rein rechtlich wäre nach der MAC-Richtlinie 2006/40/EG bereits früher eine Umstellung auf Kältemittel in mobilen Klimaanlagen mit einem GWP-Wert von unter 150 erforderlich gewesen, was jedoch bei allen europäischen Herstellern nicht erfolgte, da das Kältemittel noch nicht verfügbar und somit die Umstellung von R-134a auf R-1234yf längere Zeit nicht möglich war. Unter großer medialer Aufmerksamkeit wurde dann mit Verweis auf die Brennbarkeit dieses Kältemittels dessen Einführung in Frage gestellt. Letztlich jedoch wurde auch für diesen Hersteller wie oben beschrieben die meisten Modelle mit Klimaanlagen auf Basis von R-1234yf neu auf den Markt gebracht.
Die Notwendigkeit zur Effizienzsteigerung bei Elektroautos führt jedoch dazu, dass Fahrzeughersteller mittlerweile wieder vermehrt auf R-744 setzen. So besitzt es im Wärmepumpenbetrieb doch den besten COP, im Vergleich zu Kältemitteln wie R-290 oder R-1234yf. Beispielsweise ist der VW ID.3 und der VW ID.4 optional mit einem R-744 Kältekreis zu bekommen.

#### Wasser (R-718)
| Summenformel                         | H2O                     |
| Verdampfungsenthalpie (−10 °C)       | 2860 kJ/kg              |
| Volumetrische Kälteleistung (−10 °C) | 2 kJ/m³                 |
| Siededruck (−10 °C)                  | 0,003 bar               |
| Siededruck (+20 °C)                  | 0,024 bar               |
| 100 °C                               |                         |
| Kritischer Punkt                     | +373,95 °C / 220,64 bar |

Wasser ist in seiner reinen Form aufgrund seines Gefrierpunktes nur oberhalb des Tripelpunkts (0,1 °C, 0,006 bar) als Kältemittel verwendbar und gehört neben NH3, Propan, Butan und CO2 zu den sogenannten natürlichen Kältemitteln. Es weist nur eine relativ geringe volumetrische Kälteleistung auf, Kälteanlagen mit Wasser kühlen unter anderem Rechenzentren, Industrieprozesse und Gebäude bei Unternehmen wie Siemens, Trumpf, Gardena, DLR und BT Group. Wasser hat kein Ozonabbau- oder Treibhauspotential, ist nicht giftig, nicht brennbar und bietet eine hohe Energieeffizienz. Laut Umweltbundesamt verbrauchen die eChiller genannten Geräte bis zu 80 Prozent weniger Energie als vergleichbare Anlagen mit HFKW-Kältemitteln. Die Klimaschutz- und Energieagentur Niedersachsen schreibt, das Kältemittel Wasser sei „nahezu ideal, aber nur für Anwendungen oberhalb 0 °C möglich.“ Zumeist werden Turboverdichter oder auch Rootsgebläse zur Erzeugung des Unterdrucks und Kühlung der Flüssigkeit eingesetzt. Die Kälteleistungen liegen bei 360 kW bis 4 MW. Bei dem Prozess wird teilweise der Tripelpunkt angefahren, um ein Wasser-Eis-Gemisch zu erzeugen. Aufgrund der hohen Druckgefälle müssen die Anlagen mehrstufig ausgelegt werden. Wasser als Kältemittel ist klimaneutral und kann daher auch in offenen Kälteanlagen eingesetzt werden. Eine größere Verbreitung von Kälteanlagen mit dem Kältemittel Wasser hat sich bislang nicht durchgesetzt.

#### Kohlenwasserstoffe
| Summenformel                               | C3H8       |
| Spezifische Verdampfungsenthalpie (−10 °C) | 388 kJ/kg  |
| Volumetrische Kälteleistung (−10 °C)       | 2960 kJ/m³ |
| Siededruck (−10 °C)                        | 3,45 bar   |
| Siededruck (+20 °C)                        | 8,36 bar   |
| Siedetemperatur (1 bar)                    | −42,4 °C   |

Eigenschaften am Beispiel von Propan (R-290); die Eigenschaften anderer Kohlenwasserstoffe können je nach der chemischen Zusammensetzung auch deutlich abweichen.
Kohlenwasserstoffe besitzen typischerweise spezifische Verdampfungsenthalpien in der Größenordnung von 200 kJ/kg. Typische Kältemittel sind Ethan (R-170), Propan (R-290), Butan (R-600), Isobutan (R-600a) sowie Pentan (R-601). Die aufgeführten Kohlenwasserstoffe besitzen ein sehr geringes Treibhausgas- und kein Ozonschädigungspotenzial. Typische in der Kältetechnik eingesetzte Kohlenwasserstoffe als Kältemittel sind gemäß der DIN EN 378 nicht giftig und werden daher unter Berücksichtigung der Entflammbarkeit mit A3 klassifiziert. Die volumetrische Kälteleistung ist niedriger als bei Ammoniak oder CO2 oder auch R-32 und R-410A. Jedoch können Anlagen durch die geringe Viskosität trotzdem mit sehr geringen Füllmengen auskommen. Sehr vorteilhaft wirkt sich auch meist das geringe Druckverhältnis aus, das sich je nach treibendem Temperaturgefälle einstellt und gegen das der Verdichter nur eine verhältnismäßig kleine Volumenänderungsarbeit aufbringen muss.
Die am Markt relevanten Kohlenwasserstoffe zählen meist zu der L-Gruppe L3.
Seit Mitte der 1990er Jahre dominieren Kohlenwasserstoffe wie Isobutan oder Pentan die eingesetzten Kältemittel in Kühlschränken und Gefriertruhen. Dies macht jedoch aufgrund des Leistungsbereichs und der Füllmenge nur einen Bruchteil der eingesetzten Kältemittel in Deutschland aus. Vermehrt finden sich auch Anlagen in der Gewerbekälte und als Wärmepumpen auf Basis von Propan als Kältemittel.

### Synthetische Kältemittel
| Summenformel                               | C2H2F4     |
| Spezifische Verdampfungsenthalpie (−10 °C) | 206 kJ/kg  |
| Volumetrische Kälteleistung (−10 °C)       | 2070 kJ/m³ |
| Siededruck (−10 °C)                        | 2,01 bar   |
| Siededruck (+20 °C)                        | 5,72 bar   |
| Siedetemperatur (1 bar)                    | −26,3 °C   |

Eigenschaften am Beispiel von 1,1,1,2-Tetrafluorethan (R-134a); die Eigenschaften anderer Halogenkohlenwasserstoffe können je nach der chemischen Zusammensetzung auch deutlich abweichen.
Synthetische Kältemittel basieren ausschließlich auf der Stoffgruppe der Halogenierten Kohlenwasserstoffe. Die Vielfalt ist jedoch groß, was zu erheblich unterschiedlichen Eigenschaften führt. Diese Kältemittel zählen zu den L-Gruppen L1 oder L2.
Manche halogenierten Kohlenwasserstoffe wirken betäubend und wurden teilweise als Narkosemittel eingesetzt (vgl. Chloroform CCl3H). Der Geruch ist schwach bis stark und lösemittelartig.
Die gebräuchlichen Abkürzungen im deutschen Sprachraum für halogenierte und nicht-halogenierte Kohlenwasserstoffe sind (EN 378-1 Abs. 3.7.9):
| Abk.  | Bezeichnung                            | Halogenierung     | besteht aus |
| ----- | -------------------------------------- | ----------------- | ----------- |
| FCKW  | Fluor-Chlor-Kohlenwasserstoff          | voll-halogeniert  | C, H, F, Cl |
| FKW   | Fluor-Kohlenwasserstoff                | voll-halogeniert  | C, H, F     |
| HFCKW | Hydrogen-Fluor-Chlor-Kohlenwasserstoff | teil-halogeniert  | C, H, F, Cl |
| HFKW  | Hydrogen-Fluor-Kohlenwasserstoff       | teil-halogeniert  | C, H, F     |
| KW    | Kohlenwasserstoff                      | nicht halogeniert | C, H        |

#### Hydrofluorolefine
In Anbetracht der Einschränkungen in der Verwendung der FKW-Kältemittel wurden ab 2010 hydrofluorierte Kohlenwasserstoffe, Hydrofluorolefine (HFO), auf den Markt gebracht. Diese Olefine haben eine Doppelbindung zwischen den Kohlenstoffatomen und sind in der Atmosphäre schnell abbaubar. Die Doppelbindung reagiert wirkungsvoll mit den natürlich vorkommenden Hydroxylradikalen. Die Lebensdauern der HFO wird mit Tagen bis Wochen in der Atmosphäre angegeben, so dass der GWP100 dieser Verbindungen deutlich unter 1 liegt. Die Stoffgruppe basieren auf dem Propylen, wobei die Wasserstoffatome teilweise durch Fluoratome ersetzt sind. Damit ist die Brennbarkeit im Vergleich zum Propylen ja nach Anzahl der Fluoratome reduziert oder aufgehoben. Allerdings sind Kältemittel aus der Gruppe auch giftig (FO-1225ye(Z), cis-1,2,3,3,3-Pentafluorpropen), so dass sich deren Verwendung nicht durchgesetzt hat. Das Kältemittel HFO-1234yf (2,3,3,3-Tetrafluorpropen) ist schwer zu entzünden und die Flamme instabil. Die Eigenschaften dieses Kältemittels stellen einen Kompromiss zwischen niedrigem GWP und geringer Entzündbarkeit dar, so dass sich dieses HFO-Kältmittel für eine breitere Anwendung etabliert hat. So hat sich bisher lediglich HFO-1234yF als Kältemittel etabliert. Mittlerweile wird es in Europa (Stand 2022) als bevorzugtes Kältemittel in Kfz-Klimaanlagen eingesetzt. Als negative Umweltauswirkung gilt das atmosphärische Abbauprodukt der HFO, da sich Trifluoressigsäure (TFA) bildet, die wasserlöslich, giftig für Kleinlebewesen und auch persistent ist. Vor diesem Hintergrund ist eine umfassende Verwendung dieses Kältemittels nicht geklärt.

### Einfluss auf Ozonschicht und Treibhauseffekt
| Stoff                                                   | Ozonabbaupotential (ODP) | Treibhauspotential (GWP) |
| ------------------------------------------------------- | ------------------------ | ------------------------ |
| Ammoniak (NH3)                                          | –                        | –                        |
| Kohlenstoffdioxid (CO2)                                 | –                        | 0000 – 00001             |
| Kohlenwasserstoffe (Propan C3H8, Butan C4H10)           | –                        | 0000 – 00003             |
| Wasser (H2O)                                            | –                        | –                        |
| Fluor-Chlor-Kohlenwasserstoffe (FCKW)                   | 1                        | 4680 – 10720             |
| teilhalogenierte Fluor-Chlor-Kohlenwasserstoffe (HFCKW) | 0,02 – 0,06              | 0076 – 02270             |
| Perfluor-Kohlenwasserstoffe (PFKW)                      | –                        | 5820 – 12010             |
| teilhalogenierte Fluor-Kohlenwasserstoffe (HFKW)        | –                        | 0122 – 14310             |

Während Ammoniak, Kohlenstoffdioxid und die nichthalogenierten Kohlenwasserstoffe weitgehend umweltverträglich sind, haben die halogenierten Kohlenwasserstoffe in dieser Hinsicht zwei Nachteile:

#### Ozon-Abbau
Zum einen zerstören die aus den chlorierten und bromierten Kohlenwasserstoffen in größeren Höhen unter UV-Einstrahlung freigesetzten Chlor- und Bromradikale die Ozonschicht:
{\displaystyle {\ce {O3 + Cl}}^{\bullet }\;\ {\ce {-> O2 + ClO}}}
{\displaystyle {\ce {O3 + ClO -> 2 O2 + Cl}}^{\bullet }}
insgesamt also
{\displaystyle {\ce {2 O3 -> 3 O2}}}
Chlor wirkt bei dieser Reaktion katalytisch, d. h. wird also nicht verbraucht. Damit kann er wieder und wieder aufs Neue Ozonmoleküle (O3) in normale Sauerstoffmoleküle (O2) umwandeln.
Dieser Effekt ist umso ausgeprägter, je geringer die Stabilität und je höher der Chloranteil der Verbindung ist.
Je stärker die Ozonschicht geschädigt ist, desto mehr der kurzwelligen UV-Anteile werden bis zur Erdoberfläche durchgelassen.
Zahlenmäßig erfassbar wird der Beitrag eines Kältemittels zum Abbau der Ozonschicht durch das Ozonabbaupotential (ODP); dieses ist per Definition für Trichlorfluormethan (R-11) gleich 1,0.
Besonders hohe Ozonabbaupotentiale von bis zu 10 haben bromierte Kohlenwasserstoffe wie z. B. Bromtrifluormethan (R-13B1); die ODP-Werte der noch zugelassenen Kältemittel liegen außer bei Chlordifluormethan (R-22) nahe Null. Kältemittel aus den Gruppen der FKW und HFKW tragen nicht zum Abbau der stratosphärischen Ozonschicht bei (ODP = 0).
Wegen der ozonabbauenden Wirkung wurde 1987 unter Beteiligung von etwa 70 Nationen der Ausstieg aus Herstellung und Verwendung der FCKW beschlossen („Montreal-Protokoll“) und in nationale Bestimmungen übernommen, so für Deutschland durch einen Beschluss des Bundeskabinetts vom 30. Mai 1990 („Verordnung zum Verbot von bestimmten die Ozonschicht abbauenden Halogenierten Kohlenwasserstoffen“, „FCKW-Halon-Verbots-Verordnung“; Halon = halogenierter Kohlenwasserstoff, der neben Fluor oder Chlor auch Brom enthält).
Die FCKW wurden in der Folge durch andere Halogenierte Kohlenwasserstoffe ersetzt, in denen die Chloratome teilweise, wie in den HFCKW oder ganz, wie in den HFKW, FKW und KW, durch Fluor- oder Wasserstoffatome ausgetauscht sind.
Für die chemischen Eigenschaften der einzelnen Zusammensetzungen gilt dabei generell, dass die Verbindung durch einen hohen Wasserstoffanteil brennbar, durch einen hohen Chloranteil giftig und durch einen hohen Fluoranteil stabil wird.
Um die alten FCKW-Anlagen unter möglichst gleichen Bedingungen weiterbetreiben zu können, sollten die als Ersatzkältemittel verwendeten HFCKW, HFKW, FKW und KW möglichst gleiche physikalische Eigenschaften aufweisen, was sich in manchen Fällen nur mit Mischungen erreichen lässt. Diese Mischungen werden nach ihrem Siedeverhalten in zeotrope und azeotrope Gemische unterteilt (DIN 8960 Abs. 3.6):
- Zeotrope Gemische haben einen Siedebereich (= Temperaturglide, Differenz zwischen Siede- und Taupunkttemperatur bei konstantem Druck), und entmischen sich beim Sieden; Flüssigkeit und Dampf haben dabei unterschiedliche Zusammensetzungen.
- Azeotrope Gemische haben einen Siedepunkt und entmischen sich nicht beim Sieden, Flüssigkeit und Dampf haben also die gleiche Zusammensetzung.

#### Treibhauseffekt
Zum anderen tragen halogenierte Kohlenwasserstoffe ähnlich wie CO2 zum Treibhauseffekt bei. Dabei wird kurzwellige Strahlung beim Auftreffen auf die Erdoberfläche in langwellige Infrarotstrahlung umgewandelt, diese wird dann an Molekülen mit hohem Absorptionsgrad im Infrarotbereich (Kohlenstoffdioxid, FCKW, Halon) zurück zur Erde reflektiert.
Während CO2 und Kohlenwasserstoffe aus nichtfossilen Quellen als unbedenklich gelten, da sie in den biologischen Kreislauf eingebunden sind, gilt dies nicht für künstlich erzeugte und biologisch kaum abbaubare halogenierte Kohlenwasserstoffe. Dieser Effekt ist umso ausgeprägter, je höher die Stabilität der Verbindung ist.
Zahlenmäßig erfassbar wird der Beitrag eines Kältemittels zum Treibhauseffekt durch das Treibhauspotential (GWP) nach DIN 8960 - siehe auch Tabelle oben; dieser ist für CO2 definiert als 1,0.

Analog dazu wurde speziell für halogenierte Kohlenwasserstoffe der HGWP-Wert (Halocarbon Global Warming Potential) eingeführt; im Unterschied zum GWP-Wert ist der HGWP-Wert für Trichlorfluormethan (R-11) gleich 1,0.

Ein besonders hohes Treibhauspotential von größer 12.000 erreichen Chlortrifluormethan (R-13) und Fluoroform (R-23); das Treibhauspotential der derzeit noch üblichen Kältemittel liegt zwischen 1.500 und 4.000.

## Kurzzeichen R-10…R-1336

### Kurzzeichen organischer Kältemittel
| ASHRAE- Nummer | Summen- Formel | Name                   | Gruppe |
| -------------- | -------------- | ---------------------- | ------ |
| R-10           | CCl4           | Tetrachlormethan       | CKW    |
| R-11           | CFCl3          | Trichlorfluormethan    | FCKW   |
| R-12           | CF2Cl2         | Dichlordifluormethan   | FCKW   |
| R-12B1         | CF2ClBr        | Bromchlordifluormethan | FCKW   |
| R-12B2         | CF2Br2         | Dibromdifluormethan    | FCKW   |
| R-13           | CF3Cl          | Chlortrifluormethan    | FCKW   |
| R-13B1         | CF3Br          | Bromtrifluormethan     | FCKW   |
| R-13I1         | CF3I           | Trifluoriodmethan      | FCKW   |
| R-14           | CF4            | Tetrafluormethan       | FKW    |
| R-20           | CHCl3          | Chloroform             |        |
| R-21           | CHFCl2         | Dichlorfluormethan     | HFCKW  |
| R-22           | CHF2Cl         | Chlordifluormethan     | HFCKW  |
| R-22B1         | CHF2Br         | Bromdifluormethan      | HFCKW  |
| R-23           | CHF3           | Fluoroform             | HFKW   |
| R-30           | CH2Cl2         | Dichlormethan          |        |
| R-31           | CH2FCl         | Chlorfluormethan       | HFCKW  |
| R-32           | CH2F2          | Difluormethan          | HFKW   |
| R-40           | CH3Cl          | Chlormethan            |        |
| R-41           | CH3F           | Fluormethan            |        |
| R-50           | CH4            | Methan                 | KW     |

| ASHRAE- Nummer | Summen- Formel | Name                                | Gruppe |
| -------------- | -------------- | ----------------------------------- | ------ |
| R-110          | C2Cl6          | Hexachlorethan                      |        |
| R-111          | C2FCl5         | Pentachlorfluorethan                | FCKW   |
| R-112          | C2F2Cl4        | 1,1,2,2-Tetrachlor-1,2-difluorethan | FCKW   |
| R-112a         | C2F2Cl4        | 1,1,1,2-Tetrachlor-2,2-difluorethan | FCKW   |
| R-113          | C2F3Cl3        | 1,1,2-Trichlor-1,2,2-trifluorethan  | FCKW   |
| R-113a         | C2F3Cl3        | 1,1,1-Trichlor-2,2,2-trifluorethan  | FCKW   |
| R-114          | C2F4Cl2        | 1,2-Dichlor-1,1,2,2-tetrafluorethan | FCKW   |
| R-114a         | C2F4Cl2        | 1,1-Dichlor-1,2,2,2-tetrafluorethan | FCKW   |
| R-115          | C2F5Cl         | Chlorpentafluorethan                | FCKW   |
| R-116          | C2F6           | Hexafluorethan                      | FKW    |
| R-120          | C2HCl5         | Pentachlorethan                     |        |
| R-122          | C2HF2Cl3       | Trichlordifluorethan                | HFCKW  |
| R-123          | C2HF3Cl2       | 2,2-Dichlor-1,1,1-trifluorethan     | HFCKW  |
| R-123a         | C2HF3Cl2       | 1,2-Dichlor-1,1,2-trifluorethan     | HFCKW  |
| R-123b         | C2HF3Cl2       | 1,1-Dichlor-1,2,2-trifluorethan     | HFCKW  |
| R-124          | C2HF4Cl        | 1-Chlor-1,2,2,2-tetrafluorethan     | HFCKW  |
| R-124a         | C2HF4Cl        | Chlor-1,1,2,2-tetrafluorethan       | HFCKW  |
| R-125          | C2HF5          | Pentafluorethan                     | HFKW   |
| R-131          | C2H2FCl3       | Trichlorfluorethan                  | HFCKW  |
| R-132          | C2H2F2Cl2      | Dichlordifluorethan                 | HFCKW  |
| R-133a         | C2H2F3Cl       | 1-Chlor-2,2,2-trifluorethan         | HFCKW  |
| R-134          | C2H2F4         | 1,1,2,2-Tetrafluorethan             | HFKW   |
| R-134a         | C2H2F4         | 1,1,1,2-Tetrafluorethan             | HFKW   |
| R-141          | C2H3FCl2       | 1,2-Dichlor-1-fluorethan            | HFCKW  |
| R-141b         | C2H3FCl2       | 1,1-Dichlor-1-fluorethan            | HFCKW  |
| R-142          | C2H3F2Cl       | Chlor-1,2-difluorethan              | HFCKW  |
| R-142b         | C2H3F2Cl       | 1-Chlor-1,1-difluorethan            | HFCKW  |
| R-143          | C2H3F3         | 1,1,2-Trifluorethan                 | HFKW   |
| R-143a         | C2H3F3         | 1,1,1-Trifluorethan                 | HFKW   |
| R-150          | C2H4Cl2        | 1,2-Dichlorethan                    |        |
| R-150a         | C2H4Cl2        | 1,1-Dichlorethan                    |        |
| R-151          | C2H4FCl        | Chlorfluorethan                     | HFCKW  |
| R-152a         | C2H4F2         | 1,1-Difluorethan                    | HFKW   |
| R-160          | C2H5Cl         | Chlorethan                          |        |
| R-170          | C2H6           | Ethan                               | KW     |

| ASHRAE- Nummer | Summen- Formel | Name                              | Gruppe |
| -------------- | -------------- | --------------------------------- | ------ |
| R-1112a        | C2Cl2F2        | 1,1-Dichlor-2,2-difluorethen      |        |
| R-1113         | C2ClF3         | 1-Chlor-1,2,2-trifluorethen       |        |
| R-1114         | C2F4           | Tetrafluorethen                   |        |
| R-1120         | C2HCl3         | Trichlorethen                     |        |
| R-1130         | C2H2Cl2        | 1,2-Dichlorethen                  |        |
| R-1132a        | C2H2F2         | 1,1-Difluorethen                  |        |
| R-1140         | C2H3Cl         | Chlorethen (früher: Vinylchlorid) | HCKW   |
| R-1141         | C2H3F          | Fluorethen (früher: Vinylfluorid) | FKW    |
| R-1150         | C2H4           | Ethen (früher: Ethylen)           | KW     |

| In der letzten Spalte ist hier zusätzlich die jeweilige CAS-Nummer des betreffenden Stoffs vermerkt. |                |                                         |             |
| ASHRAE- Nummer                                                                                       | Summen- Formel | Name                                    | CAS-Nummer  |
| R-211                                                                                                | C3Cl7F         | Heptachlorfluorpropan                   | 422-78-6    |
| R-212                                                                                                | C3Cl6F2        | Hexachlordifluorpropan                  | 134452-44-1 |
| R-213                                                                                                | C3Cl5F3        | Pentachlortrifluorpropan                | 2354-06-5   |
| R-214                                                                                                | C3Cl4F4        | Tetrachlortetrafluorpropan              | 2268-46-4   |
| R-215                                                                                                | C3Cl3F5        | Trichlorpentafluorpropan                | 4259-43-2   |
| R-216                                                                                                | C3Cl2F6        | 1,2-Dichlor-1,1,2,3,3,3-hexafluorpropan | 661-97-2    |
| R-216ca                                                                                              | C3Cl2F6        | 1,3-Dichlor-1,1,2,2,3,3-hexafluorpropan | 662-01-1    |
| R-217                                                                                                | C3ClF7         | 1-Chlor-1,1,2,2,3,3,3-heptafluorpropan  | 422-86-6    |
| R-217ba                                                                                              | C3ClF7         | 2-Chlor-1,1,1,2,3,3,3-heptafluorpropan  | 76-18-6     |
| R-218                                                                                                | C3F8           | Octafluorpropan                         | 76-19-7     |
| R-221                                                                                                | C3HFCl6        | Hexachlorfluorpropan                    | 422-26-4    |
| R-222                                                                                                | C3HF2Cl5       | Pentachlordifluorpropan                 | 134237-36-8 |
| R-222c                                                                                               | C3HF2Cl5       | 1,1,1,3,3-Pentachlor-2,2-difluorpropan  | 422-49-1    |
| R-223                                                                                                | C3HF3Cl4       | Tetrachlortrifluorpropan                |             |
| R-223ca                                                                                              | C3HF3Cl4       | 1,1,3,3-Tetrachlor-1,2,2-trifluorpropan | 422-52-6    |
| R-223cb                                                                                              | C3HF3Cl4       | 1,1,1,3-Tetrachlor-2,2,3-trifluorpropan | 422-50-4    |
| R-224                                                                                                | C3HF4Cl3       | Trichlortetrafluorpropan                |             |
| R-224ca                                                                                              | C3HF4Cl3       | 1,3,3-Trichlor-1,1,2,2-tetrafluorpropan | 422-54-8    |
| R-224cb                                                                                              | C3HF4Cl3       | 1,1,3-Trichlor-1,2,2,3-tetrafluorpropan | 422-53-7    |
| R-224cc                                                                                              | C3HF4Cl3       | 1,1,1-Trichlor-2,2,3,3-tetrafluorpropan | 422-51-5    |
| R-225                                                                                                | C3HF5Cl2       | Dichlorpentafluorpropan                 | 127564-92-5 |
| R-225aa                                                                                              | C3HF5Cl2       | 2,2-Dichlor-1,1,1,3,3-pentafluorpropan  | 128903-21-9 |
| R-225ba                                                                                              | C3HF5Cl2       | 2,3-Dichlor-1,1,1,2,3-pentafluorpropan  | 422-48-0    |
| R-225bb                                                                                              | C3HF5Cl2       | 1,2-Dichlor-1,1,2,3,3-pentafluorpropan  | 422-44-6    |
| R-225ca                                                                                              | C3HF5Cl2       | 3,3-Dichlor-1,1,1,2,2-pentafluorpropan  | 422-56-0    |
| R-225cb                                                                                              | C3HF5Cl2       | 1,3-Dichlor-1,1,2,2,3-pentafluorpropan  | 507-55-1    |
| R-225cc                                                                                              | C3HF5Cl2       | 1,1-Dichlor-1,2,2,3,3-pentafluorpropan  | 13474-88-9  |
| R-225da                                                                                              | C3HF5Cl2       | 1,2-Dichlor-1,1,3,3,3-pentafluorpropan  | 431-86-7    |
| R-225ea                                                                                              | C3HF5Cl2       | 1,3-Dichlor-1,1,2,3,3-pentafluorpropan  | 136013-79-1 |
| R-225eb                                                                                              | C3HF5Cl2       | 1,1-Dichlor-1,2,3,3,3-pentafluorpropan  | 111512-56-2 |
| R-226                                                                                                | C3HF6Cl        | Chlorhexafluorpropan                    |             |
| R-226ba                                                                                              | C3HF6Cl        | 2-Chlor-1,1,1,2,3,3-hexafluorpropan     | 51346-64-6  |
| R-226ca                                                                                              | C3HF6Cl        | 3-Chlor-1,1,1,2,2,3-hexafluorpropan     | 422-57-1    |
| R-226cb                                                                                              | C3HF6Cl        | 1-Chlor-1,1,2,2,3,3-hexafluorpropan     | 422-55-9    |
| R-226da                                                                                              | C3HF6Cl        | 2-Chlor-1,1,1,3,3,3-hexafluorpropan     | 431-87-8    |
| R-226ea                                                                                              | C3HF6Cl        | 1-Chlor-1,1,2,3,3,3-hexafluorpropan     | 359-58-0    |
| R-227ea                                                                                              | C3HF7          | 1,1,1,2,3,3,3-Heptafluorpropan          | 431-89-0    |
| R-236fa                                                                                              | C3H2F6         | 1,1,1,3,3,3-Hexafluorpropan             | 690-39-1    |
| R-245cb                                                                                              | C3H3F5         | 1,1,1,2,2-Pentafluorpropan              | 1814-88-6   |
| R-245fa                                                                                              | C3H3F5         | 1,1,1,3,3-Pentafluorpropan              | 460-73-1    |
| R-261                                                                                                | C3H5FCl2       | Dichlorfluorpropan                      | 134237-45-9 |
| R-261ba                                                                                              | C3H5FCl2       | 1,2-Dichlor-2-fluorpropan               | 420-97-3    |
| R-262                                                                                                | C3H5F2Cl       | Chlordifluorpropan                      | 134190-53-7 |
| R-262ca                                                                                              | C3H5F2Cl       | 1-Chlor-2,2-difluorpropan               | 420-99-5    |
| R-262fa                                                                                              | C3H5F2Cl       | 3-Chlor-1,1-difluorpropan               |             |
| R-262fb                                                                                              | C3H5F2Cl       | 1-Chlor-1,3-difluorpropan               |             |
| R-263                                                                                                | C3H5F3         | Trifluorpropan                          |             |
| R-271                                                                                                | C3H6FCl        | Chlorfluorpropan                        | 134190-54-8 |
| R-271b                                                                                               | C3H6FCl        | 2-Chlor-2-fluorpropan                   | 420-44-0    |
| R-271d                                                                                               | C3H6FCl        | 2-Chlor-1-fluorpropan                   |             |
| R-271fb                                                                                              | C3H6FCl        | 1-Chlor-1-fluorpropan                   |             |
| R-272                                                                                                | C3H6F2         | Difluorpropan                           |             |
| R-281                                                                                                | C3H7F          | Fluorpropan                             |             |
| R-290                                                                                                | C3H8           | Propan                                  | 74-98-6     |

| ASHRAE- Nummer | Summen- Formel | Name                                  | CAS-Nummer  |
| -------------- | -------------- | ------------------------------------- | ----------- |
| R-1216         | C3F6           | Hexafluorpropen                       | 116-15-4    |
| R              | (C3F6)3        | Hexafluorpropen-trimer                | 6792-31-0   |
| R-1224yd(Z)    | C3HClF4        | (Z)-1-Chlor-2,3,3,3-tetrafluoropropen |             |
| R-1225ye       | C3HF5          | 1,2,3,3,3-Pentafluorpropen            | 5528-43-8   |
| R-1225zc       | C3HF5          | 1,1,3,3,3-Pentafluorpropen            | 690-27-7    |
| R-1233zd(E)    | C3ClF3H2       | 1-Chlor-3,3,3-Trifluorpropen          | 102687-65-0 |
| R-1234ye(E)    | C3H2F4         | 1,1,2,3-Tetrafluor-2-propen           | 115781-19-6 |
| R-1234ye(Z)    | C3H2F4         | 1,1,2,3-Tetrafluor-2-propen           | 730993-62-1 |
| R-1234yf       | C3H2F4         | 2,3,3,3-Tetrafluorpropen              | 754-12-1    |
| R-1234ze(E)    | C3H2F4         | (E)-1,3,3,3-Tetrafluorpropen          | 29118-24-9  |
| R-1243zf       | C3H3F3         | 3,3,3-Trifluorpropen                  | 677-21-4    |
| R-1270         | C3H6           | Propen (früher: Propylen)             | 115-07-1    |

| ASHRAE- Nummer | Summen- Formel | Name                                        | Gruppe |
| -------------- | -------------- | ------------------------------------------- | ------ |
| R-C316         | C4Cl2F6        | 1,2-Dichlor-1,2,3,3,4,4-hexafluorcyclobutan | FCKW   |
| R-C317         | C4F7Cl         | Chlorheptafluorcyclobutan                   | FCKW   |
| R-C318         | C4F8           | Octafluorcyclobutan                         | FKW    |

| ASHRAE- Nummer | Summen- Formel | Name                              | CAS-Nummer |
| -------------- | -------------- | --------------------------------- | ---------- |
| R-1336mzz(E)   | C4H2F6         | (E)-1,1,1,4,4,4-Hexafluor-2-buten | 66711-86-2 |
| R-1336mzz(Z)   | C4H2F6         | (Z)-1,1,1,4,4,4-Hexafluor-2-buten | 692-49-9   |

| R-Nr.  | Summen- formel | Name          | Strukturformel      | Art | Siedep. (°C) | Druck (bar) | Druck (bar) |
| R-Nr.  | Summen- formel | Name          | Strukturformel      | Art | Siedep. (°C) | 0 °C        | 20 °C       |
| ------ | -------------- | ------------- | ------------------- | --- | ------------ | ----------- | ----------- |
| R-600  | C4H10          | Butan         | CH3-CH2-CH2-CH3     | KW  | −0,50        |             | 2,080       |
| R-600a | C4H10          | Isobutan      |                     | KW  | −11,7        |             | 3,019       |
| R-601  | C5H12          | Pentan        | CH3-CH2-CH2-CH2-CH3 | KW  | 36           |             | 0,562       |
| R-601a | C5H12          | Isopentan     |                     | KW  | 28           |             | 0,761       |
| R-601b | C5H12          | Neopentan     |                     | KW  | 9,5          |             | 1,500       |
| R-610  | C4H10O         | Diethylether  | CH3-CH2-O-CH2-CH3   |     | 35           |             | 0,590       |
| R-611  | C2H4O2         | Methylformiat | CH3-O-CO-H          |     | 32           |             | 0,640       |
| R-630  | CH5N           | Methylamin    | CH3(NH2)            |     | −6,3         |             | 2,900       |
| R-631  | C2H7N          | Ethylamin     | CH3-CH2(NH2)        |     | 16,6         |             | 1,100       |

### Kurzzeichen anorganischer Kältemittel
Die drei Ziffern (z. B. bei R-717 die 717) bezeichnen jeweils die Molmasse um 700 erhöht (d. h. die Molmasse beträgt gerundet 17 g/mol).
| ASHRAE- Nummer | Summen- Formel | Name                   | Anmerkung                                    |
| -------------- | -------------- | ---------------------- | -------------------------------------------- |
| R-702          | H2             | Wasserstoff            |                                              |
| R-704          | He             | Helium                 |                                              |
| R-717          | NH3            | Ammoniak               |                                              |
| R-718          | H2O            | Wasser                 |                                              |
| R-720          | Ne             | Neon                   |                                              |
| R-723          | –              | Ammoniak/Dimethylether | azeotropes Gemisch, Masse: 60∕40, Mol: 80∕20 |
| R-728          | N2             | Stickstoff             |                                              |
| R-729          | –              | Luft                   | Gemisch                                      |
| R-732          | O2             | Sauerstoff             |                                              |
| R-740          | Ar             | Argon                  |                                              |
| R-744          | CO2            | Kohlenstoffdioxid      |                                              |
| R-744A         | N2O            | Distickstoffmonoxid    | Synonyme: Lachgas, Stickoxydul (veraltet)    |
| R-764          | SO2            | Schwefeldioxid         |                                              |
| R-846          | SF6            | Schwefelhexafluorid    | (700 + Molmasse 146 = 846)                   |

### Kurzzeichen organischer Kältemittelgemische
| ASHRAE- Nummer | Massen- anteile                           | Zusammen- setzung                           |
| -------------- | ----------------------------------------- | ------------------------------------------- |
| R-400          | 50 % oder 60 % 50 % oder 40 %             | R-12 R-114                                  |
| R-401A         | 53,0 % 13,0 % 34,0 %                      | R-22 R-152a R-124                           |
| R-401B         | 61,0 % 11,0 % 28,0 %                      | R-22 R-152a R-124                           |
| R-401C         | 33,0 % 15,0 % 52,0 %                      | R-22 R-152a R-124                           |
| R-402A         | 60,0 % 02,0 % 38,0 %                      | R-125 R-290 R-22                            |
| R-402B         | 38,0 % 02,0 % 60,0 %                      | R-125 R-290 R-22                            |
| R-403A         | 75,0 % 20,0 % 05,0 %                      | R-22 R-218 R-290                            |
| R-403B         | 56,0 % 39,0 % 05,0 %                      | R-22 R-218 R-290                            |
| R-404A         | 44,0 % 04,0 % 52,0 %                      | R-125 R-134a R-143a                         |
| R-405A         | 45,0 % 07,0 % 05,5 % 42,5 %               | R-22 R-152a R-142b R-C318                   |
| R-406A         | 55,0 % 41,0 % 04,0 %                      | R-22 R-142b R-600a                          |
| R-407A         | 20,0 % 40,0 % 40,0 %                      | R-32 R-125 R-134a                           |
| R-407B         | 10,0 % 70,0 % 20,0 %                      | R-32 R-125 R-134a                           |
| R-407C         | 23,0 % 25,0 % 52,0 %                      | R-32 R-125 R-134a                           |
| R-407D         | 15,0 % 15,0 % 70,0 %                      | R-32 R-125 R-134a                           |
| R-407E         | 25,0 % 15,0 % 60,0 %                      | R-32 R-125 R-134a                           |
| R-407F         | 30,0 % 30,0 % 40,0 %                      | R-32 R-125 R-134a                           |
| R-407G         | 02,5 % 02,5 % 95,0 %                      | R-32 R-125 R-134a                           |
| R-407H         | 32,5 % 15,0 % 52,5 %                      | R-32 R-125 R-134a                           |
| R-407I         | 19,5 % 08,5 % 72,0 %                      | R-32 R-125 R-134a                           |
| R-408A         | 07,0 % 46,0 % 47,0 %                      | R-125 R-143a R-22                           |
| R-409A         | 60,0 % 25,0 % 15,0 %                      | R-22 R-124 R-142b                           |
| R-409B         | 65,0 % 25,0 % 10,0 %                      | R-22 R-124 R-142b                           |
| R-410A         | 50,0 % 50,0 %                             | R-32 R-125                                  |
| R-410B         | 45,0 % 55,0 %                             | R-32 R-125                                  |
| R-411A         | 01,5 % 87,5 % 11,0 %                      | R-1270 R-22 R-152a                          |
| R-411B         | 03,0 % 94,0 % 03,0 %                      | R-1270 R-22 R-152a                          |
| R-412A         | 70,0 % 05,0 % 25,0 %                      | R-22 R-218 R-142b                           |
| R-413A         | 88,0 % 09,0 % 03,0 %                      | R-134a R-218 R-600a                         |
| R-414A         | 51,0 % 28,5 % 04,0 % 16,5 %               | R-22 R-124 R-600a R-142b                    |
| R-414B         | 50,0 % 39,0 % 09,5 % 01,5 %               | R-22 R-124 R-600a R-142b                    |
| R-415A         | 82,0 % 18,0 %                             | R-22 R-152a                                 |
| R-415B         | 25,0 % 75,0 %                             | R-22 R-152a                                 |
| R-416A         | 59,0 % 39,5 % 01,5 %                      | R-134a R-124 R-600a                         |
| R-417A         | 46,6 % 50,0 % 03,4 %                      | R-125 R-134a R-600                          |
| R-417B         | 79,0 % 18,3 % 02,7 %                      | R-125 R-134a R-600                          |
| R-417C         | 19,5 % 78,8 % 01,7 %                      | R-125 R-134a R-600                          |
| R-418A         | 01,5 % 96,0 % 02,5 %                      | R-290 R-22 R-152a                           |
| R-420A         | 88,0 % 12,0 %                             | R-134a R-142a                               |
| R-421A         | 58,0 % 42,0 %                             | R-125 R-134a                                |
| R-421B         | 85,0 % 15,0 %                             | R-125 R-134a                                |
| R-422A         | 85,1 % 11,5 % 03,4 %                      | R-125 R-134a R-600a                         |
| R-422B         | 55 % 42 % 03 %                            | R-125 R-134a R-600a                         |
| R-422C         | 82 % 15 % 03 %                            | R-125 R-134a R-600a                         |
| R-422D         | 65,1 % 31,5 % 03,4 %                      | R-125 R-134a R-600a                         |
| R-422E         | 58,0 % 39,3 % 02,7 %                      | R-125 R-134a R-600a                         |
| R-423A         | 52,5 % 47,5 %                             | R-134a R-227ea                              |
| R-424A         | 50,5 % 47,0 % 00,9 % 01,0 % 00,6 %        | R-125 R-134a R-600a R-600 R-601a            |
| R-425A         | 18,5 % 69,5 % 12,0 %                      | R-32 R-134a R-227ea                         |
| R-426A         | 05,1 % 93,0 % 01,3 % 00,6 %               | R-125 R-134a R-600 R-601a                   |
| R-427A         | 50 % 25 % 15 % 10 %                       | R-134a R-125 R-32 R-143a                    |
| R-428A         | 77,5 % 20,0 % 00,6 % 01,9 %               | R-125 R-143a R-290 R-600a                   |
| R-429A         | 60,0 % 10,0 % 30,0 %                      | R-E170 R-152a R-600a                        |
| R-430A         | 76,0 % 24,0 %                             | R-152a R-600a                               |
| R-431A         | 71,0 % 29,0 %                             | R-290 R-152a                                |
| R-432A         | 80,0 % 20,0 %                             | R-1270 R-E170                               |
| R-433A         | 30,0 % 70,0 %                             | R-1270 R-290                                |
| R-433B         | 05,0 % 95,0 %                             | R-1270 R-290                                |
| R-433C         | 25,0 % 75,0 %                             | R-1270 R-290                                |
| R-434A         | 63,2 % 18,0 % 16,0 % 02,8 %               | R-125 R-143a R-134a R-600a                  |
| R-435A         | 80,0 % 20,0 %                             | R-E170 R-152a                               |
| R-436A         | 56,0 % 44,0 %                             | R-290 R-600a                                |
| R-436B         | 52,0 % 48,0 %                             | R-290 R-600a                                |
| R-436C         | 95,0 % 05,0 %                             | R-290 R-600a                                |
| R-437A         | 78,5 % 19,5 % 01,4 % 00,6 %               | R-134a R-125 R-600a R-601                   |
| R-438A         | 08,5 % 45,0 % 44,2 % 01,7 % 00,6 %        | R-32 R-125 R-134a R-600 R-601a              |
| R-439A         | 50,0 % 47,0 % 03,0 %                      | R-32 R-125 R-600a                           |
| R-440A         | 00,6 % 01,6 % 97,8 %                      | R-290 R-134a R-152a                         |
| R-441A         | 03,1 % 54,8 % 06,0 % 36,1 %               | R-170 R-290 R-600a R-600                    |
| R-442A         | 31,0 % 31,0 % 30,0 % 03,0 % 05,0 %        | R-32 R-125 R-134a R-152a R-227ea            |
| R-443A         | 55,0 % 40,0 % 05,0 %                      | R-1270 R-290 R-600a                         |
| R-444A         | 12,0 % 05,0 % 83,0 %                      | R-32 R-152a R-1234ze(E)                     |
| R-444B         | 41,5 % 10,0 % 48,5 %                      | R-32 R-152a R-1234ze(E)                     |
| R-445A         | 06,0 % 09,0 % 85,0 %                      | R-744 R-134a R-1234ze(E)                    |
| R-446A         | 68,0 % 29,0 % 03,0 %                      | R-32 R-1234ze(E) R-600                      |
| R-447A         | 68,0 % 03,5 % 28,5 %                      | R-32 R-125 R-1234ze(E)                      |
| R-447B         | 68,0 % 08,0 % 24,0 %                      | R-32 R-125 R-600                            |
| R-448A         | 26,0 % 26,0 % 20,0 % 21,0 % 07,0 %        | R-32 R-125 R-1234yf R-134a R-1234ze(E)      |
| R-449A         | 25,7 % 25,3 % 24,7 % 24,3 %               | R-134a R-1234yf R-125 R-32                  |
| R-450A         | 42 % 58 %                                 | R-134a R-1234ze                             |
| R-451A         | 89,8 % 10,2 %                             | R-1234yf R-134a                             |
| R-451B         | 88,8 % 11,2 %                             | R-1234yf R-134a                             |
| R-452A         | 11,0 % 59,0 % 30,0 %                      | R-32 R-125 R-1234yf                         |
| R-452B         | 67,0 % 07,0 % 26,0 %                      | R-32 R-125 R-1234yf                         |
| R-452C         | 12,5 % 61,0 % 26,5 %                      | R-32 R-125 R-1234yf                         |
| R-453A         | 20,0 % 20,0 % 53,8 % 05,0 % 00,6 % 00,6 % | R-32 R-125 R-134a R-227ea R-600 R-601a      |
| R-454A         | 35,0 % 65,0 %                             | R-32 R-1234yf                               |
| R-454B         | 68,9 % 31,1 %                             | R-32 R-1234yf                               |
| R-454C         | 21,5 % 78,5 %                             | R-32 R-1234yf                               |
| R-455A         | 03,0 % 21,5 % 75,5 %                      | R-744 R-32 R-1234yf                         |
| R-456A         | 06,0 % 45,0 % 49,0 %                      | R-32 R-134a R-1234ze(E)                     |
| R-457A         | 18,0 % 70,0 % 12,0 %                      | R-32 R-1234yf R-152a                        |
| R-458A         | 20,5 % 04,0 % 61,4 % 13,5 % 00,6 %        | R-32 R-125 R-134a R-227ea R-236fa           |
| R-459A         | 68,0 % 26,0 % 06,0 %                      | R-32 R-1234yf R-1234ze(E)                   |
| R-459B         | 21,0 % 69,0 % 10,0 %                      | R-32 R-1234yf R-1234ze(E)                   |
| R-460A         | 12,0 % 52,0 % 14,0 % 22,0 %               | R-32 R-125 R-134a R-1234ze(E)               |
| R-460B         | 28,0 % 25,0 % 20,0 % 27,0 %               | R-32 R-125 R-134a R-1234ze(E)               |
| R-460C         | 02,5 % 02,5 % 46,0 % 49,0 %               | R-32 R-125 R-134a R-1234ze(E)               |
| R-461A         | 55,0 % 05,0 % 32,0 % 05,0 % 03,0 %        | R-125 R-143a R-134a R-227ea R-600a          |
| R-462A         | 09,0 % 42,0 % 02,0 % 44,0 % 03,0 %        | R-32 R-125 R-143a R-134a R-600              |
| R-463A         | 06,0 % 36,0 % 30,0 % 14,0 % 14,0 %        | R-744 R-32 R-125 R-1234yf R-134a            |
| R-464A         | 27,0 % 27,0 % 40,0 % 06,0 %               | R-32 R-125 R-1234ze(E) R-227ea              |
| R-465A         | 21,0 % 07,9 % 71,1 %                      | R-32 R-290 R-1234yf                         |
| R-466A         | 49,0 % 11,5 % 39,5 %                      | R-32 R-125 R-13I1                           |
| R-467A         | 22,0 % 05,0 % 72,4 % 00,6 %               | R-32 R-125 R-134a R-600a                    |
| R-468A         | 03,5 % 21,5 % 75,0 %                      | R-1132a R-32 R-1234yf                       |
| R-469A         | 35 % 32,5 % 32,5 %                        | R-744 R-32 R-125                            |
| R-470A         | 10,0 % 17,0 % 19,0 % 07,0 % 44,0 % 03,0 % | R-744 R-32 R-125 R-134a R-1234ze(E) R-227ea |
| R-470B         | 10,0 % 11,5 % 11,5 % 03,0 % 57,0 % 07,0 % | R-744 R-32 R-125 R-134a R-1234ze(E) R-227ea |
| R-471A         | 78,7 % 04,3 % 17,0 %                      | R-1234ze(E) R-227ea R-1336mzz(E)            |
| R-472A         | 69,0 % 12,0 % 19,0 %                      | R-744 R-32 R-134a                           |
| R-472B         | 58,0 % 10,0 % 32,0 %                      | R-744 R-32 R-134a                           |
| R-473A         | 20,0 % 10,0 % 60,0 % 10,0 %               | R-1132a R-23 R-744 R-125                    |
| R-474A         | 23,0 % 77,0 %                             | R-1132(E) R-1234yf                          |
| R-475A         | 45,0 % 43,0 % 12,0 %                      | R-1234yf R-134a R-1234ze(E)                 |
| R-476A         | 10,0 % 78,0 % 12,0 %                      | R-134a R-1234ze(E) R-1136mzz(E)             |

| ASHRAE- Nummer | Massen- anteile      | Zusammen- setzung      |
| -------------- | -------------------- | ---------------------- |
| R-500          | 73,8 % 26,2 %        | R-12 R-152a            |
| R-501          | 25,0 % 75,0 %        | R-12 R-22              |
| R-502          | 48,8 % 51,2 %        | R-22 R-115             |
| R-503          | 59,9 % 40,1 %        | R-13 R-23              |
| R-504          | 48,2 % 51,8 %        | R-32 R-115             |
| R-505          | 78,0 % 22,0 %        | R-12 R-31              |
| R-506          | 55,1 % 44,9 %        | R-31 R-114             |
| R-507[A]       | 50,0 % 50,0 %        | R-125 R-143a           |
| R-508[A]       | 39,0 % 61,0 %        | R-23 R-116             |
| R-508B         | 46,0 % 54,0 %        | R-23 R-116             |
| R-509[A]       | 44,0 % 56,0 %        | R-22 R-218             |
| R-510A         | 88,0 % 12,0 %        | R-E170 R-600a          |
| R-511A         | 95,0 % 05,0 %        | R-290 R-E170           |
| R-512A         | 05,0 % 95,0 %        | R-134a R-152a          |
| R-513A         | 44,0 % 56,0 %        | R-134a R-1234yf        |
| R-513B         | 58,5 % 41,5 %        | R-1234yf R-134a        |
| R-514A         | 74,7 % 25,3 %        | R-1336mzz(Z) R-1130(E) |
| R-515A         | 88,0 % 12,0 %        | R-1234ze(E) R-227ea    |
| R-515B         | 91,1 % 08,9 %        | R-1234ze(E) R-227ea    |
| R-516A         | 77,5 % 08,5 % 14,0 % | R-1234yf R-134a R-152a |

## Leitungskennzeichnung
Die Kennzeichnung der Leitungen in einer Kälteanlage erfolgt allgemein durch einseitig zugespitzte, farbige Schilder (DIN 2405). Die Spitze gibt dabei die Durchflussrichtung an, die Grundfarbe die Art des Mediums.
Bei brennbaren Kältemitteln ist die Spitze rot.
Bei Kältemitteln befinden sich hinter der Spitze einer oder mehrere Querstreifen.
Die Querstreifenfarbe gibt den Zustand des Kältemittels an.
Die Anzahl der Querstreifen steht für die Zahl der jeweiligen Stufe der Kälteanlage. Ausgegangen wird dabei von der Stufe tiefster Temperaturen: Primärkreis = 1. Stufe, Sekundärkreis = 2. Stufe usw.
Zuordnung der Grundfarben und Querstreifenfarben zu Art und Zustand des Mediums:
| Art des Mediums   | Grundfarbe       | Zustand des Mediums | Querstreifenfarbe |
| ----------------- | ---------------- | ------------------- | ----------------- |
| Sole              | violett RAL 4001 | flüssig             |                   |
| Flüssiges Kühlgut | braun RAL 8001   | flüssig             |                   |
| Luft              | blau RAL 5009    | gasförmig           |                   |
| Vakuum            | grau RAL 7002    | (Vakuum)            |                   |
| Wasser            | grün RAL 6010    | flüssig             |                   |
| Wasserdampf       | rot RAL 3003     | gasförmig           |                   |
| Kältemittel       | gelb RAL 1012    | kalt, gasförmig     | blau RAL 5009     |
| Kältemittel       | gelb RAL 1012    | heiß, gasförmig     | rot RAL 3003      |
| Kältemittel       | gelb RAL 1012    | flüssig             | grün RAL 6010     |